# Otávio Augusto Chagas de Miranda

Dom Otávio Augusto Chagas de Miranda (, 10 de agosto de 1881 — , 29 de outubro de 1959) foi sacerdote católico brasileiro.
Foi o terceiro bispo da então Diocese de Pouso Alegre, sufragânea da Arquidiocese de Mariana, em Minas Gerais, Brasil, a qual regeu por 43 anos.

## Biografia
Nasceu em Campinas, São Paulo, filho de Cândida Maria Teodora, catequista da igreja matriz de Campinas, Francisco das Chagas de Miranda, maquinista da Companhia Paulista de Estradas de Ferro. Teve mais cinco irmãos: Laudelino, Olímpio, João, Amélia e Lídia.
Manifestando, desde muito cedo, dedicação e disponibilidade ao serviço da igreja, Otávio tornou-se protegido pelo padre João Batista Correia Néri, que o mandou para o Colégio São Luís, da Companhia de Jesus, em Itu.
Terminado o curso de humanidades, Otávio mudou-se para a capital estadual, e iniciou o curso de Filosofia em 1896. Por esse tempo, o padre Néri foi ordenado bispo da Diocese do Espírito Santo. Apesar da distância, no entanto, Otávio não o abandonou.
Em 21 de julho de 1901, Dom Néri tomou posse da Diocese de Pouso Alegre e entregou a Otávio o cargo de chanceler da Mitra.
Em 4 de dezembro de 1903, Otávio foi ordenado diácono e, no dia 20 do mesmo mês, na Catedral do Bom Jesus, em Pouso Alegre, tornou-se presbítero pelas mãos de Dom Néri.
Otávio acompanhou Dom Néri quando este foi transferido para a recém-criada Diocese de Campinas, em 1908.
Em 14 de fevereiro de 1916, o então cônego Otávio, vigário da Matriz Velha (atual Basílica Nossa Senhora do Carmo) de Campinas, foi nomeado bispo de Pouso Alegre, em substituição a Dom Antônio Augusto de Assis, sucessor de Dom Néri, ora transferido para a Diocese de Guaxupé. Sua sagração episcopal ocorreu em 4 de junho de 1916, sendo presidida pelo próprio Dom Néri, com auxílio de Dom Antônio Augusto e de Dom Francisco de Campos Barreto, bispo de Pelotas. Tomou posse de sua diocese em 29 de junho seguinte.
Dom Otávio esteve à frente da Diocese de Pouso Alegre por 43 anos. Foi sua a decisão de reformar a nova Catedral, que se iniciou em 1949 e só foi finalizada trinta anos depois.
Acometido de mal de Parkinson, Dom Otávio faleceu aos 78 anos e foi o primeiro bispo de Pouso Alegre cujos restos mortais foram sepultados em cripta da Catedral.